# Stel kropp

En stel kropp har sex frihetsgrader

En stel kropp är inom klassisk mekanik en kropp som ej kan deformeras. Trots att det inte finns något material vari stela kroppar kan realiseras, är begreppet mycket användbart, speciellt som en modell för kroppar vars deformation är försumbar. Detta beror till stor del på att beskrivning och analys av mekaniken hos en stel kropp är avsevärt förenklad jämfört med mekaniken hos en flexibel eller deformabel kropp. Rörelsen hos stela kroppar studeras inom området stela kroppars dynamik.
Avståndet mellan två punkter i en stel kropp kan aldrig förändras.
Inom hållfasthetsläran kan en stel kropp antas ha en oändlig elasticitetsmodul.

## Stelkroppsrörelse
För två punkter i en stel kropp C och D finns begränsningar hur dessa två punkter kan röra sig i förhållande till varandra för att kroppen skall utföra en stelkroppsrörelse eftersom avståndet mellan dem {\displaystyle |{\bar {r}}_{D/C}|} måste vara konstant. Om {\displaystyle {\bar {r}}_{D/C}} är lägesvektorn till D sett från C (eller relativt C) och tidsderivatan {\displaystyle {\dot {\bar {r}}}_{D/C}} anger hur denna vektor förändras, finns restriktionerna
1. {\displaystyle {\bar {r}}_{D/C}\perp {\dot {\bar {r}}}_{D/C}}
2. {\displaystyle {\dot {\bar {r}}}_{D/C}={\bar {\omega }}\times {\bar {r}}_{D/C}}

där {\displaystyle {\bar {\omega }}} är vinkelhastighetsvektorn för kroppens rotation.

### Hastighet- och accelerationssamband
Mellan två punkter C och D i en stel kropp finns samband mellan dess hastigheter och accelerationer:
- {\displaystyle {\bar {v}}_{D}={\bar {v}}_{C}+{\bar {\omega }}\times {\bar {r}}_{D/C}}
- {\displaystyle {\bar {a}}_{D}={\bar {a}}_{C}+{\bar {\alpha }}\times {\bar {r}}_{D/C}+{\bar {\omega }}\times ({\bar {\omega }}\times {\bar {r}}_{D/C})}

där {\displaystyle {\bar {\alpha }}={\dot {\bar {\omega }}}} är kroppens vinkelacceleration.

### Plan rörelse
Ofta kan man anta att en stelkropp utför en plan rörelse, vilket ger mycket enklare beräkningar än om kroppen antas tumla runt fritt. En stel kropp utför en plan rörelse om det existerar ett plan sådant att alla punkter i kroppen alltid behåller sitt avstånd till detta plan. Ett sådant plan kallas rörelseplan. Man kan till exempel tänka sig en tavelsudd som dras mot en whiteboard. Kroppen kan rotera och translatera längs med planet, men får inte distansera sig därifrån.

### Problemexempel
Med hjälp av denna teori kan man lösa stelkroppsproblem med så kallad hastighets- och accelerationsanalys. Ett sådant problem kan typiskt vara: två metallstänger är ihopsatta med en sprint, där den ena stången har en fix ände och den andras ände kan röra sig fritt längs ett spår. Sedan ska man bestämma åt vilket håll den andra stången kommer att rotera om den första låts rotera medurs eller moturs.

### Momentancentrum
För en stel kropps plana rörelse kan man tala om momentancentrum, det vill säga den punkt som vid en viss tidpunkt utgör centrum för kroppens rotation. Hastigheten i denna punkt är noll. Om man låter ett hjul rulla utan glidning mot ett fast underlag kommer den nedersta punkten, kontaktpunkten, att stå stilla och utgöra momentancentrum. Detta kan motiveras eftersom glidning skulle inträffa om kontaktpunkten haft en annan hastighet än underlaget.
Om två punkter C och D har kända hastigheter går det att grafiskt bestämma var momentancentrum ligger.

## Stela kroppars dynamik
Klassisk mekanik innehåller ett specialområde som beskriver translationer och rotationer för stela kroppar. På 1700-talet gav Leonhard Euler detaljerade analyser av allmänna fall.

### Fria kroppar
För en fri kropp kan rörelserna beskrivas som en vektorsumma av en uniform translation av kroppens masscentrum och uniforma rotationer kring masscentrum. Att masscentrum hos en fri kropp utför en uniform rätlinjig rörelse beror på rörelsemängdens bevarande.
Rörelsemängdsmomentet är också bevarat, vilket ger att även rotationerna är uniforma, det vill säga att de har konstanta vinkelhastigheter. Stela kroppars rotationsrörelser kan ändå se komplicerade ut på grund av att rotationer kring olika axlar inte nödvändigtvis har samma perioder. Dessa rörelser studerades av Louis Poinsot (1777–1859).

### Externa krafter och vridmoment
För externa vridmoment av allmän form är Eulers ekvationer svåra att lösa. Ekvationerna blir något enklare när det finns cylindersymmetri, som i snurror och gyroskop. Vridmoment ger där precession av rotationsaxeln. 
När rotationen sker längs en fast axel, kan man bortse från vinkelhastighetens vektorkaraktär. I sådana fall har sambanden för rotation en stor likhet med formlerna för rätlinjiga rörelser.
|                            | Translation                                                 | Rotation                                                                            |
| -------------------------- | ----------------------------------------------------------- | ----------------------------------------------------------------------------------- |
| Hastighet, vinkelhastighet | {\displaystyle v={\frac {\mathrm {d} s}{\mathrm {d} t}}}    | {\displaystyle \omega ={\frac {\mathrm {d} \theta }{\mathrm {d} t}}={\frac {v}{r}}} |
| Kinetisk energi            | {\displaystyle E_{\mathrm {kin} }={\tfrac {1}{2}}mv^{2}}    | {\displaystyle E_{\mathrm {kin} }={\tfrac {1}{2}}I\omega ^{2}}                      |
| Rörelsemängd(-smoment)     | {\displaystyle p=mv\,}                                      | {\displaystyle L=I\omega \,}                                                        |
| Kraft, vridmoment          | {\displaystyle F={\frac {\mathrm {d} p}{\mathrm {d} t}}=ma} | {\displaystyle \tau ={\frac {\mathrm {d} L}{\mathrm {d} t}}=I\alpha \,}             |